# Riesgo reputacional
El riesgo reputacional se define como la posibilidad de peligro que amenaza con disminuir la buena reputación de una empresa para con sus clientes. Este es un concepto usado en la gestión de riesgos empresariales, el cual es un proceso que implica el reconocimiento, la identificación y la evaluación de riesgos, para después implementar medidas adecuadas para mitigarlos.

## Peligros en el riesgo reputacional
El principal peligro que existe en el riesgo reputacional es la posible disminución de la confianza de los clientes en la empresa, lo cual produce daños tanto directos como indirectos a la empresa.
Este riesgo es especialmente peligroso por dos motivos: el primero es que es difícil medir el impacto de un siniestro de manera cuantitativa, es hasta que deriva en perdidas monetarias cuando puedes darte cuenta del verdadero impacto que tuvo y el segundo es que puede ser un derivado de otros riesgos como el de crédito o el operacional. 

## Características
En su artículo “Cómo gestionar y mitigar el riesgo reputacional en las organizaciones” (2021) Alejandro Riveros propone las siguientes características para un riesgo reputacional:
- Transversal: Significa que el riesgo reputacional genera una consecuencia para la compañía entera y no solo a una parte de ella.
- Viral: El impacto de este riesgo puede no quedarse en una sola compañía y por el contrario trasladarse a todo un sector.
- Estratégico: Ataca a la estrategia que tiene la empresa para un punto determinado en su trayectoria.
- Impacto cuantificable: Aunque el impacto del siniestro es difícil de medir, los efecto que deriva un siniestro si son cuantificables.

### Causas del riesgo reputacional
De acuerdo con el artículo “Riesgo reputacional: Qué es, tipos y cómo manejarlo” de Cristina Ortega, podemos clasificar las causas de un riesgo reputacional en 4 secciones:
1. Por acciones de la empresa. En dónde la reputación de la compañía es afectada por acciones de la misma.
2. Por acciones de socios. La reputación se daña por socios y proveedores.
3. Por acciones de los representantes. Parecida a la anterior pero incluyendo a empleados o personas con una relación estrecha a la compañía.
4. Por acontecimientos externos. Cuando personas o situaciones que no pertenecen al funcionamiento interno de la empresa causan un impacto negativo en esta.

### Ejemplos de empresas dañadas por riesgos reputacionales.
Siguiendo el top 5 que menciona Laura Quiñoy  en su artículo "5 Casos de crisis de reputación mal gestionadas" y el artículo "Empresas con mala reputación: riesgos, consecuencias y ejemplo"  de Raquel Frutos podemos ver los siguientes ejemplos:
1. Nestlé. Después de que se diera a conocer que la marca tenía como ingrediente en su chocolate "Kit-kat" el aceite de palma, los usuarios comentaron acerca de como la recolección de ese aceite destruye bosques que son hábitats de un tipo de orangután en peligro de extinción. Esto generó un caos en redes sociales.
2. Air Europa. En 2013, esta aereolínea española sería duramente criticada en la red social Twitter después de negarle el acceso al avión a una mujer en silla de ruedas por no llevar un acompañante.
3. Adidas. Esta empresa también tuvo problemas después de una campaña publicitaria con alusión al atentado de la maratón de Boston. Sus clientes tacharon esto de insensible y respondieron con un boicot a sus productos.